# Malcolm Goodwin
Malcolm J. Goodwin (New York, 28 november 1982) is een Amerikaans acteur, filmregisseur en filmproducent.

## Filmografie

#### Films
Uitgezonderd korte films.
- 2022 Alone in the Dark - als rechercheur Joe Hall
- 2021 Not Quite College - als Taxi Tommy
- 2020 The Lost Boys - als Roderick Deuce William jr.
- 2020 The Bellmen - als Jeff Bridges
- 2020 Be the Light - als Marvin
- 2019 Ring Ring - als Will
- 2017 The Bigfoot Project - als Junior
- 2016 The Bellmen - als JJ
- 2014 Lucky N#mber - als Garrett 'G' Brown
- 2014 Project Bigfoot - als Junior
- 2013 A True Story. Based on Things That Never Actually Happened. ...And Some That Did. – als Jason
- 2012 Freelancers – als A.D.
- 2011 The Tommy O Show Starring America – als Mac Man
- 2011 Not Quite College – als Taxi Tommy
- 2011 Make a Movie Like Spike – als Ronald
- 2010 Crazy on the Outside – als Rick
- 2009 Brief Interviews with Hideous Men – vader van verdachte
- 2009 Mississippi Damned – als Sammy Stone
- 2008 The Lazarus Project – als Robbie
- 2008 Miracle at St. Anna'' – als Higgins
- 2008 The Longshots – als Roy
- 2008 Deception – als taxichauffeur
- 2008 Leatherheads – als Bakes
- 2007 American Gangster – als Jimmy Zee
- 2007 Anamorph – als beveiliger museum
- 2006 The Architect – als Big Tim
- 2005 Get Rich of Die Tryin' – als Shaarocks
- 2005 Backseat – als Ricky
- 1997 Color of Justice – als Shawn

#### Televisieseries
Uitgezonderd eenmalige gastrollen.
- 2024 Law & Order: Organized Crime - als Moses Warren - 4 afl.
- 2022-2023 Reacher - als Oscar Finlay - 9 afl.
- 2023 The Fall of the House of Usher- als jonge Dupin - 5 afl.
- 2020 The Fugitive - als Kevin Lawson - 3 afl.
- 2015-2019 iZombie - als Clive Babineaux - 71 afl.
- 2017-2019 The Grindhouse Radio - als Malcolm Goodwin - 3 afl.
- 2011-2012 Breakout Kings – als Shea Daniels – 23 afl.

### Filmregisseur
- 2020-2022 Coming Aut with Liz and Eddie - televisieserie - 36 afl.
- 2021 Construction - film
- 2021 Mom You Can Finally Ask Me That - als televisieserie - 10 afl.
- 2020 Raw Talk Not Food - televisieserie - 12 afl.
- 2020 Be the Light - film
- 2019 Ego - korte film
- 2019 Regrets - korte film
- 2019 We Are Brave - korte film
- 2019 Blood Money Family - korte film
- 2019 iZombie - televisieserie - 1 afl.
- 2015 Construction - film
- 2014 Past the Light – film
- 2014 Construction - film
- 2013 A True Story. Based on Things That Never Actually Happened. ...And Some That Did. – film
- 2011 The Tommy O Show Starring America – film

### Filmproducent
- 2023 The Painting - korte film
- 2023 To the Death - korte film
- 2020-2022 Coming Aut with Liz and Eddie - televisieserie - 36 afl.
- 2021 Construction - film
- 2021 Mom You Can Finally Ask Me That - als televisieserie - 10 afl.
- 2021 Not Quite College - film
- 2020 Raw Talk Not Food - televisieserie - 12 afl.
- 2020 Be the Light - film
- 2020 Killing Diaz - film
- 2019 Ego - korte film
- 2019 Regrets - korte film
- 2019 We Are Brave - korte film
- 2017 White Face - korte film
- 2017 The New 30 - televisieserie - 5 afl.
- 2015 Spit - korte film
- 2015 Construction - film
- 2013 Pass the Light – film
- 2013 A True Story. Based on Things That Never Actually Happened. ...And Some That Did. – film
- 2012 Fifteen Digits – korte film
- 2011 Not Quite College – film
- 2011 Make a Movie Like Spike – film
- 2009 La operación – korte film
- 2007 The Son – korte film
- 2006 Titan Safety Systems – korte film
- 2005 The Colonel Ignacio Santillan – korte film
- 2004 Get Home Safe – korte film

- Biblioteca Nacional de España: XX5647833
- Library of Congress Control Number: no2009030825
- MusicBrainz: 3cc33d55-2be8-49dc-81a0-c9c78cb1d5bf
- Virtual International Authority File: 8148449508215690245
- WorldCat: E39PBJjHgm6hvBmV9w9jDQGPwC